# Callicebus caquetensis
Callicebus caquetensis е вид бозайник от семейство Сакови (Pitheciidae). Видът е критично застрашен от изчезване.

## Разпространение
Видът е ендемичен за Колумбия.